# Of Past Regret and Future Fear
Of Past Regret and Future Fear is de twintigste aflevering van het vierde seizoen van de televisieserie ER, die voor het eerst werd uitgezonden op 30 april 1998.

## Verhaal
Dr. Benton en dr. Corday brengen voor de eerste keer samen de nacht door. Als dr. Romano dr. Corday uit vraagt voor een date zijn zij allebei hierover geschokt.
Dr. Carter wil, tegen de zin van zijn oma, Chase in het verzorgingshuis houden voor zijn therapie. Oma echter wil Chase naar huis halen om hem daar te laten genezen. Op de SEH krijgen hij en dr. Del Amico een patiënt die niet verstaanbaar kan praten, dit leidt tot lastige situaties.
Hathaway staat een patiënt bij die op sterven ligt door een chemische brand. Door dit voorval maakt zij een beslissing over haar en dr. Ross. Thuis nodigt zij haar moeder uit om haar te laten wennen over het feit dat zij en dr. Ross samen een toekomst hebben. Tot haar verrassing brengt haar moeder een vriend mee. 
Dr. Ross en Hathaway hebben een kind onder behandeling die door haar moeder verslaafd is aan methadon, zij willen hem versneld af laten kicken.

## Rolverdeling

### Hoofdrollen
- Anthony Edwards - Dr. Mark Greene
- George Clooney - Dr. Doug Ross
- Noah Wyle - Dr. John Carter
- Jonathan Scarfe - Chase Carter
- Frances Sternhagen - Millicent Carter
- Eriq La Salle - Dr. Peter Benton
- Laura Innes - Dr. Kerry Weaver
- Alex Kingston - Dr. Elizabeth Corday
- Maria Bello - Dr. Anna Del Amico
- Paul McCrane - Dr. Robert Romano
- James Le Gros - Dr. Max Rocher
- Jorja Fox - Dr. Maggie Doyle
- Gloria Reuben - Jeanie Boulet
- Julianna Margulies - verpleegster Carol Hathaway
- Rose Gregorio - Helen Hathaway
- Deezer D - verpleger Malik McGrath
- Conni Marie Brazelton - verpleegster Connie Oligario
- Laura Cerón - verpleegster Chuny Marquez
- Brian Lester - ambulancemedewerker Brian Dumar
- Emily Wagner - ambulancemedewerker Doris Pickman
- Lisa Nicole Carson - Carla Reese
- Khandi Alexander - Jackie Robbins

### Gastrollen (selectie)
- Stefan Gierasch - Daniel
- Keith Bogart - Kirk Stiles
- Tara Chocol - Vicki McNeal
- Castulo Guerra - Javier
- Neil Marcus - Mr. Lorenzo
- Howard McGillin - Herrguth
- Kieran Mulroney - vader van Marty
- Janet Rotblatt - Lauretta Wienbach
- Michael Rapaport - Paul Canterna
- Amy Farrington - Sandy Mader
- Mark Dakota Robinson - Steven Robbins